# Laura Erber
Laura Erber, född 1979 i Rio de Janeiro, är en brasiliansk poet och konstnär. Hon har publicerat sex diktsamlingar och är en av sin generations internationellt mest erkända diktare. Hon skriver även noveller och essäer.

## Karriär
Erber tog doktorsexamen i filologi vid Pontifícia Universidade Católica do Rio de Janeiro via avhandlingen “No man’s langue: a poesia em fuga de Ghérasim Luca”. Hennes konstnärskap har karakteriserats av en ständig växling mellan olika språk och uttryckssätt. Hon regisserade 2003 kortfilmen Diário do Sertão som reaktualiserade João Guimarães Rosas nordöstbrasilianska litterära landskap, och Erber har uttryckt sitt intresse för att utforska den geografiska sidan av Brasiliens historia och myter.
Laura Erber har varit stipendiat vid konstskolorna Le Fresnoy (i franska Tourcoing) och Akademie Schloss Solitude i Stuttgart. Hennes verk har ställts ut vid en mängd museer och gallerier i Brasilien och i Europa (Fondació Miró, Grand Palais, Museet för modern konst i Moskva med flera). Sedan 2007 samarbetar hon med artisten Marcela Levi.
Erbers bok Os corpos e os dias ('Kropparna och dagarna'; 2008) nominerades till det brasilianska "Prêmio Jabuti". 2011 publicerade hon e-boken Bénédicte vê o mar ('Bénédicte ser havet').
2013 publicerades Erbers första roman, Esquilos de Pavlov ('Pavlovs ekorrar').
Laura Erber medverkar regelbundet i lyriktidskrifter som Inimigo Rumor, Grumo, Cacto och Goéland.

## Utmärkelser (urval)
- "Prêmio Nova Fronteira" för bästa bearbetning av ett verk av João Guimarães Rosa (Belo Horizonte, 2001)
- Le Fresnoy – Studio National des Arts Contemporains (Frankrike)

## Källhänvisningar
Den här artikeln är helt eller delvis baserad på material från portugisiskspråkiga Wikipedia, 10 september 2014.
1. ↑  "Brasiliansk dramatik och poesi på Bokmässan 2014". Arkiverad 14 april 2015 hämtat från the Wayback Machine. Bokmassan.se. Läst 14 april 2015.
2. 1 2 3  Horn, Dara (2012-11-26): "Dara Horn on Laura Erber". Granta.com. Läst 15 september 2014. (engelska)
3. ↑  "Latinale 2010". Arkiverad 14 april 2015 hämtat från the Wayback Machine. latinale.blogsport.eu. Läst 14 april 2015. (portugisiska)
4. ↑  "Diário do Sertão". Portacurtas.org.br. Läst 15 september 2014. (portugisiska)
5. 1 2  "Laura Erber". Arkiverad 8 april 2016 hämtat från the Wayback Machine. latinart.com. Läst 15 september 2014. (engelska)